# Abell 3
Abell 3 (également connue sous le nom de Sh2-189) est une nébuleuse planétaire dans la constellation de Cassiopée.
C'est un objet extrêmement faible, situé à environ 2° au nord-est de l'étoile ε Cassiopeiae. La période la plus appropriée pour son observation dans le ciel du soir se situe entre les mois d'août et de janvier et elle est considérablement facilitée pour les observateurs situés dans les régions de l'hémisphère boréal, où elle se produit circumpolaire jusqu'aux régions tempérées chaudes.
Bien qu'incluse dans le catalogue Sharpless, il s'agit en fait d'une nébuleuse planétaire. Sa taille apparente est très petite et sa magnitude se situe autour de 18. Sa distance est incertaine, même si toutes les études en la matière s'accordent à la considérer assez élevée : une étude de 1984 rapporte une distance d'environ 2 000 pc (∼6 520 al), ce qui la placerait sur le bras de Persée. Des études plus récentes tendent à augmenter cette distance, jusqu'à 5 100 ± 500 parsecs (16 626 ± 1 630 années-lumière).